# Kvartettsångsällskapet i Helsingborg
Kvartettsångsällskapet i Helsingborg, även kallat "Kvartettarna", är en fyrstämmig manskör, bildad 1895, vilket gör föreningen till Helsingborgs äldsta ännu verksamma sångsällskap.
Sällskapet grundades på initiativ av bland andra postmästaren Gösta Boheman och fabrikör K. J. Karlson. Alltsedan starten har föreningen bjudit på konserter, ofta med mycket namnkunniga solister, som till exempel Jussi Björling, Rolf Björling, Olle Persson, Einar Beyron, Margareta Hallin, Lill Lindfors, Gunnar Svensson, Charlie Norman och Malena Ernman och Ola Salo. Kören har ofta anlitats i officiella sammanhang och samarbetar musikaliskt med bland annat Helsingborgs symfoniorkester, Helsingborgs konserthuskör, Tonicaorkestern och Helsingborgs storband. Bland annat har Kvartettarna medverkat vid invigningen av stadens rådhus 1897, Helsingborgs tingsrätt 1972 och nya tingsrätten 2005. 
Sällskapet har runt 45 aktiva medlemmar, dirigent är sedan 2020 Sverker Zadig som efterträdde Bo Isgar som i sin tur efterträdde Mats Paulson 2006.